# Wong Ho Chun
Anson Wong Ho Chun (tiếng Trung: 黃皓雋; sinh ngày 2 tháng 4 năm 2002) là cầu thủ bóng đá chuyên nghiệp Hồng Kông chơi ở vị trí tiền vệ cho câu lạc bộ đang thi đấu tại Giải bóng đá Ngoại hạng Hồng Kông, Đông Phương.

## Sự nghiệp thi đấu

### Lee Man
Ngày 30 tháng 6 năm 2020, Wong gia nhập Lee Man.

### Đông Phương
Ngày 4 tháng 8 năm 2022, anh gia nhập câu lạc bộ Đông Phương. Wong nói rằng huấn luyện viên của đội, ông Roberto Losada, người mà trước đây đã mời anh tham gia câu lạc bộ và khi thấy các cầu thủ chuyên nghiệp như Yapp Hung Fai và Leung Chun Pong, những người đã giúp các cầu thủ trẻ tiến bộ ở đội bóng, đã quyết định tham gia câu lạc bộ.

## Sự nghiệp thi đấu quốc tế
Ngày 28 tháng 3 năm 2023, Wong ra mắt quốc tế cho Hồng Kông trong 1 trận đấu giao hữu gặp Malaysia.